# Zweibrügger Mühle
Die Zweibrügger Mühle war eine Wassermühle mit drei unterschlächtigen Wasserrädern an der Wurm in der Stadt Übach-Palenberg im nordrhein-westfälischen Kreis Heinsberg im Regierungsbezirk Köln.

## Geographie
Die Zweibrügger Mühle hat ihren Standort auf der linken Seite der Wurm, Zweibrüggen Nr. 85, im Ortsteil Zweibrüggen in der Stadt Übach-Palenberg. Die Standorthöhe, auf dem die Gebäude heute stehen, sind bei ca. 80 m über NN. Oberhalb hatte die Marienthaler Mühle ihren Standort, unterhalb arbeitete einst die Frelenberger Mühle.

## Gewässer
Die Wurm versorgte auf einer Flusslänge von 53 km zahlreiche Mühlen mit Wasser. Die Quelle der Wurm liegt südlich von Aachen bei 265 m über NN, die Mündung in die Rur ist bei der Ortschaft Kempen in der Stadt Heinsberg bei 32 m über NN. 

## Geschichte
Die Zweibrügger Mühle hatte ihre erste Erwähnung in einer Urkunde aus dem Jahre 1450. Die Heinsberger Landesherren überlassen dem Clas Machartz die Mühle auf Lebenszeit. Im Gegenzug verzichtet dieser dann auf eine Forderung dem Landesherrn gegenüber. Die Mühle war mit einem Bannbezirk ausgestattet, der sich auf sechs umliegende Dörfer erstreckte. Darunter Scherpenseel im Westen, und das 5 km entfernte Beggendorf  im Osten. Übach gehörte zur limburgischen Abtei Thorn und war vom Mühlenzwang ausgenommen. Im 19. Jahrhundert hatte die Mühle mit drei Wasserrädern, zwei Mahlgänge und eine Ölpresse. Die letzte im Kreis Heinsberg betriebene Wassermühle, arbeitete bis zur Wurmbegradigung als Mahlmühle und wurde im Jahre 1974 stillgelegt. Nach einer Gebäudesanierung wurde das Wasserrad wieder angebracht.

## Denkmaleintrag
Zweibrügger Mühle: Zweigeschossiges Mühlengebäude in Backstein, z. T. in Fachwerk jetzt in Backstein erneuert, das Mühlrad außen noch vorhanden, das Gebäude selbst mit Walmdach. Datierung: 18., 19. Jahrhundert. Eintragung als Denkmal am 17. August 1992.
Denkmalliste Übach-Palenberg Nr. 21

## Galerie

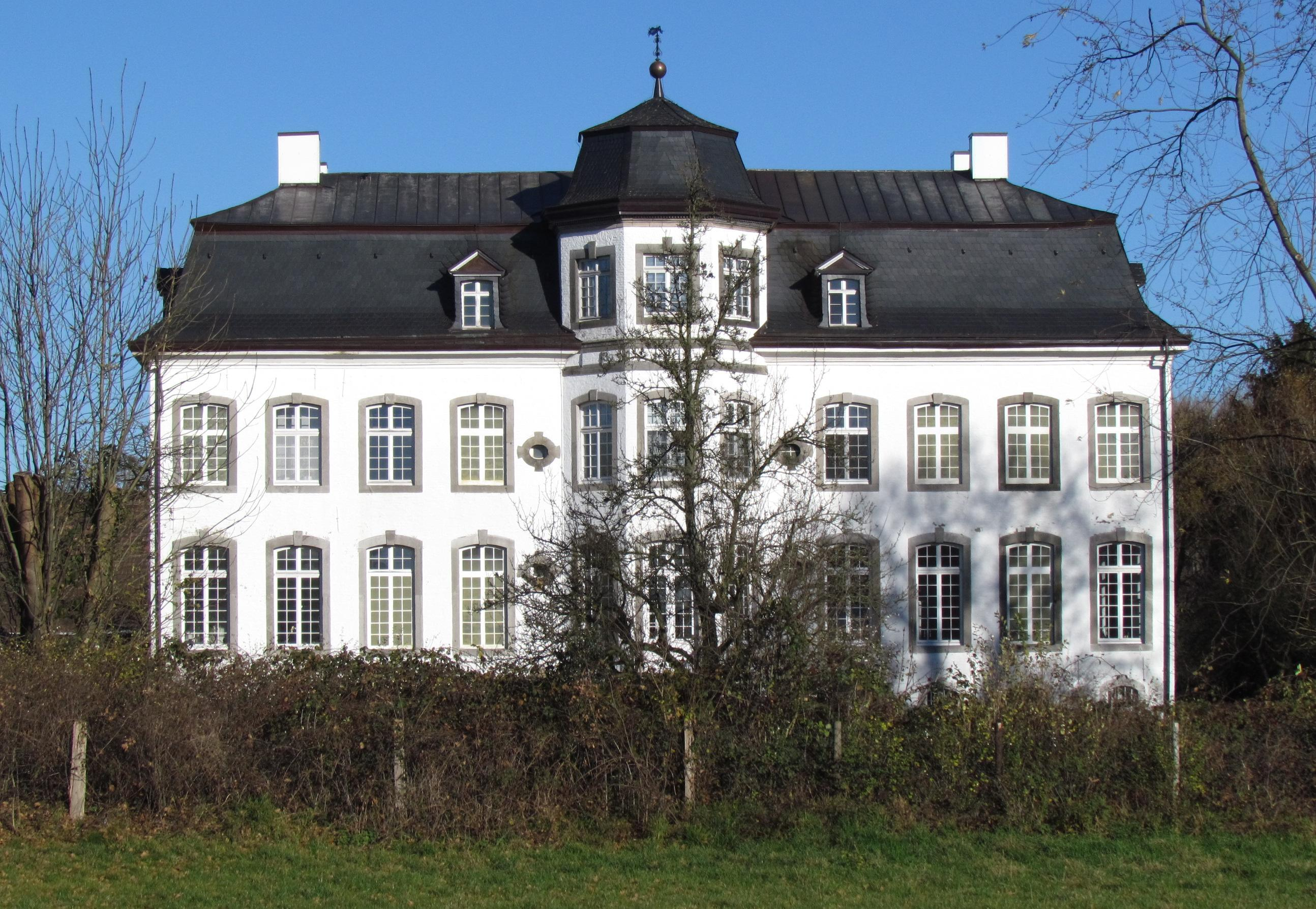
Schloss Zweibrüggen in der Nähe der Mühle
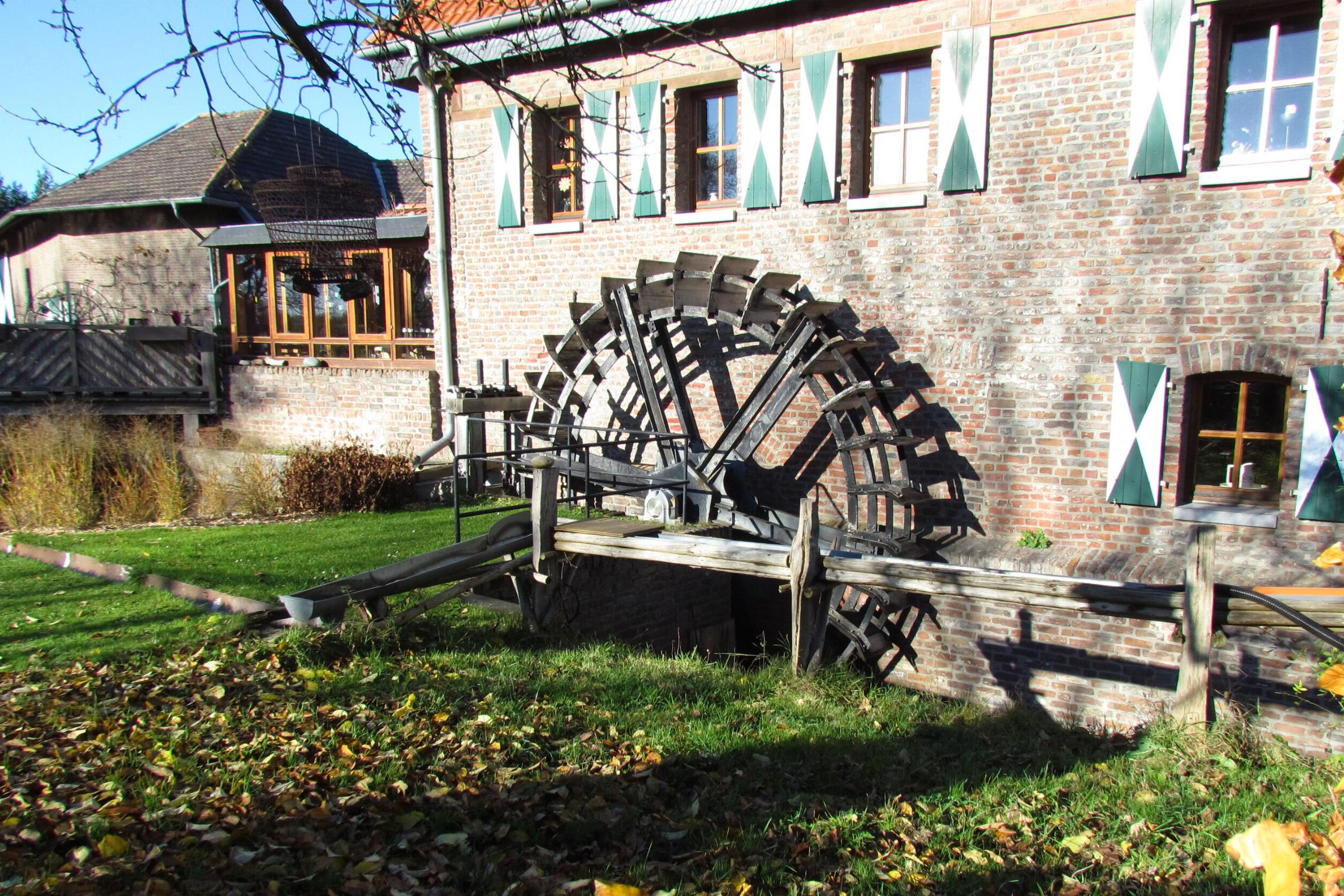
Das heutige Wasserrad der Zweibrügger Mühle
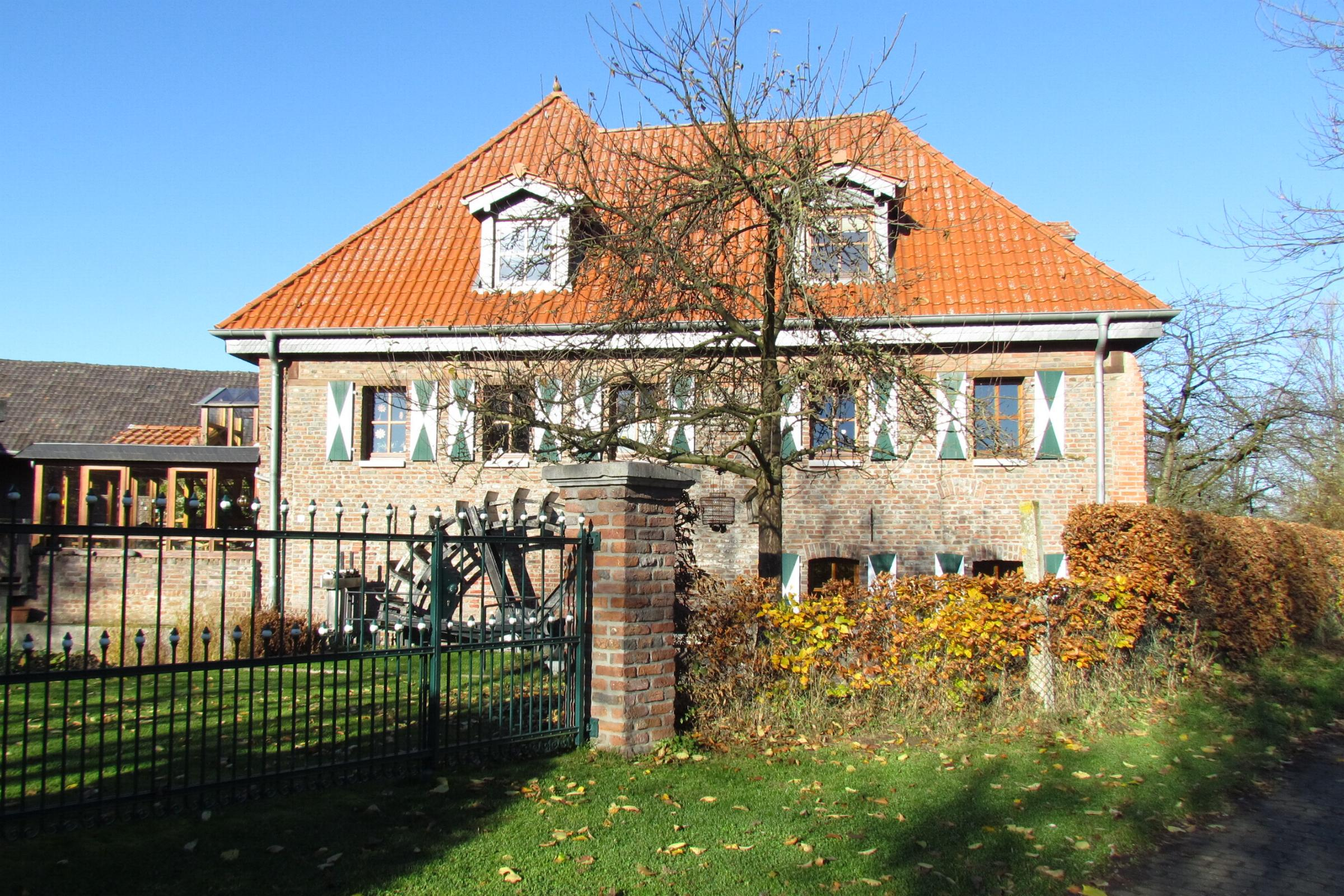
Das restaurierte Mühlengebäude
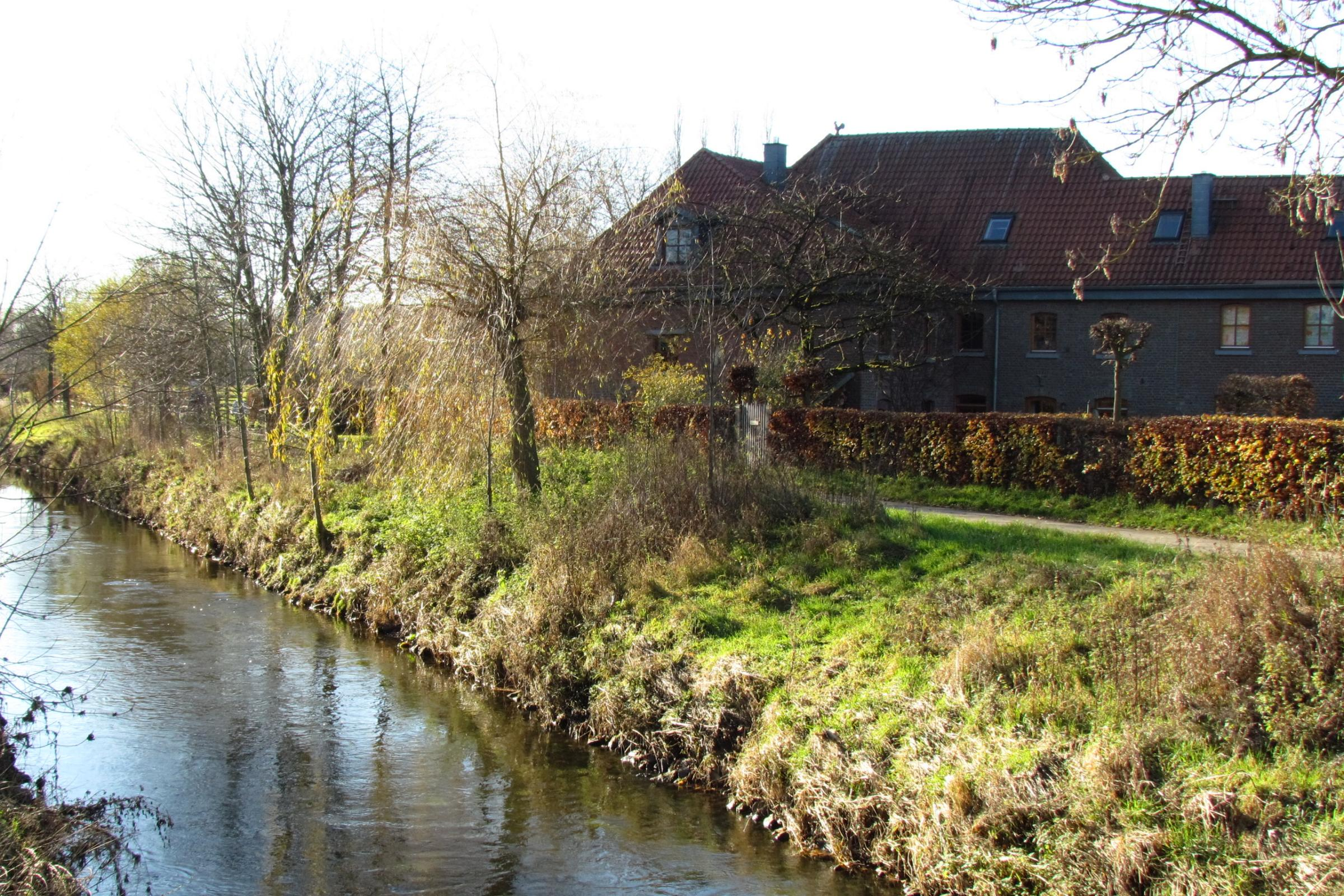
Die Zweibrügger Mühle an der Wurm
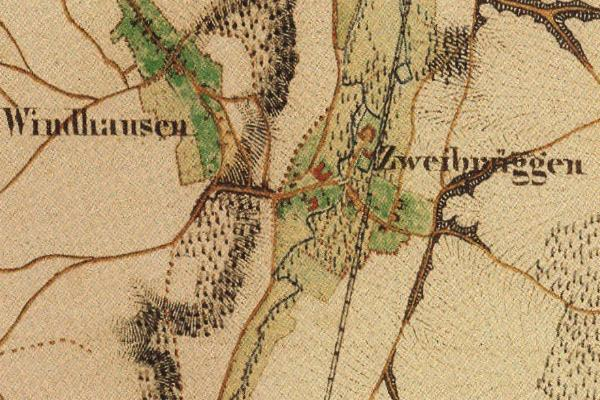
Zweibrüggen auf der Uraufnahme von 1846
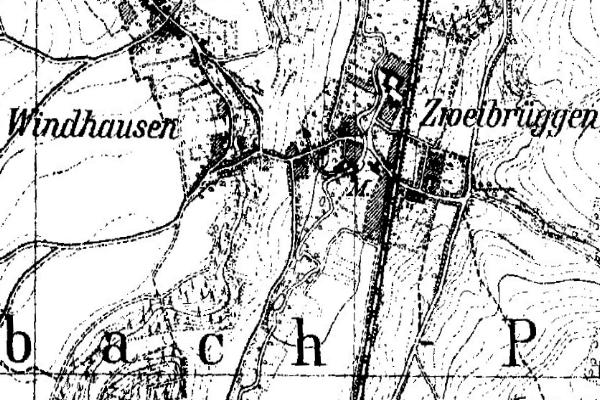
Zweibrügger Mühle auf der Neuaufnahme von 1892
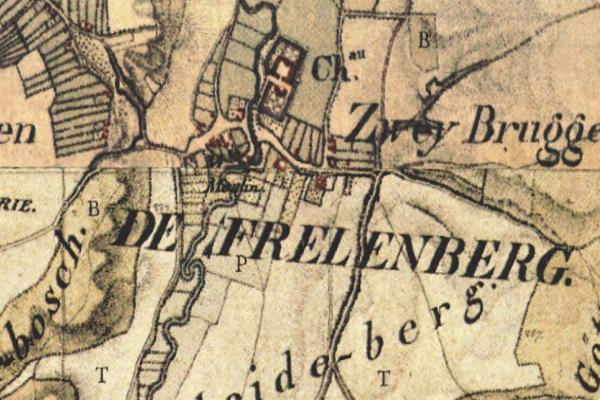
Zweibrügger Mühle auf der Tranchotkarte1805/1807

→ Siehe auch Liste der Mühlen an der Wurm